# مسیحیت پولسی

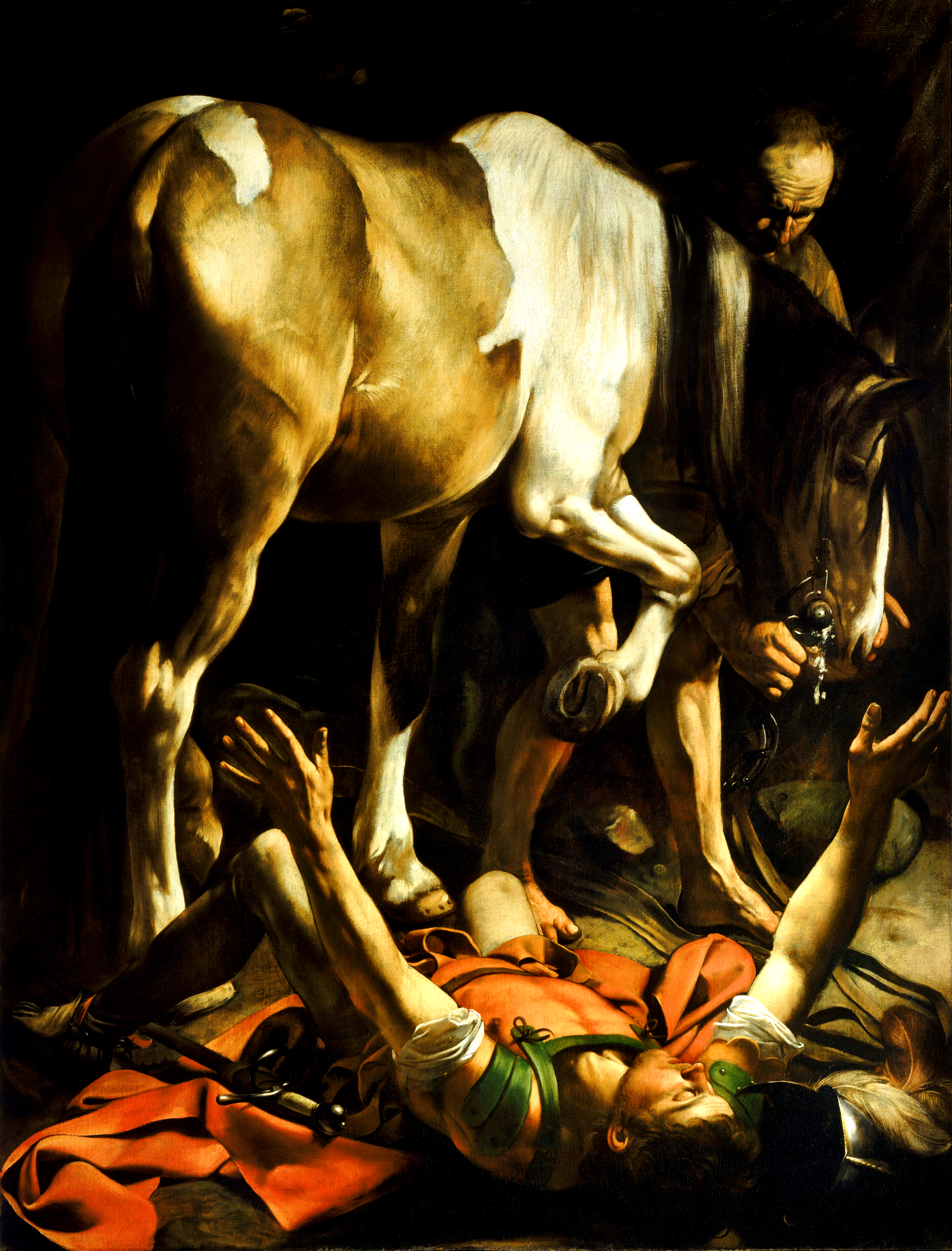
مسیحی شدن پولس در راه دمشق

مسیحیت پولسی (به انگلیسی: Pauline Christianity) یا الهیات پولسی (پائولیسم)، عبارت و اصطلاحی است که از قرن ۱۸ میلادی به بعد بین برخی منتقدان مسیحیت رواج یافت؛ به این معنی که از قرن هجدهم، تعدادی از منتقدان مسیحیت اعلان کردند آموزه‌های پولس متفاوت از انجیل (انجیل متی، انجیل مرقس، انجیل لوقا، انجیل یوحنا) و سایر بخش‌های عهدجدید همچون کتاب اعمال رسولان و رساله یعقوب است و به درنتیجه آموزه‌های پولس متفاوت از آموزه‌های اصلی عیسی از مسیحی یهودی‌های اولیه است.
بنا بر باور این دسته از منتقدان مسیحیت، الهیات مسیحی از اعتقادات و آموزه‌های هلنیستی-یهودی مورد حمایت پولس از طریق نوشته‌های او و نوشته‌هایی که در عهد جدید به‌طور سنتی به او نسبت داده می‌شود گرفته می‌شود. این دسته از منتقدان مسیحیت باور دارند اعتقادات پولس ریشه در مسیحیت اولیه یهودیان داشت، اما با تأکید بر گنجاندن غیر یهودیان در میثاق جدید خدا و با رد ختنه به عنوان نشانه غیر ضروری از فقه، از مسیحیت یهودی منحرف شد.
منتقدان مسیحیت باور دارند، مسیحیت اولیه (پروتو-ارتدکس) (مسیحیت قبل از قرن ۴) که ریشه در قرون اولیه تاریخ مسیحیت دارد، بسیار متکی به الهیات و اعتقادات پولس است و آنها را توضیح تعالیم عیسی می‌داند.
مسیحیت پولسی یا الهیات پولسی که توسط منتقدان مسیحیت استفاده می‌شود، که " Paulism " یا " Paulanity " نیز خوانده می‌شود، بر این باور است که الهیات مسیحی، از اعتقادات و آموزه‌های پولس از طریق نوشته‌های او شکل گرفته‌است. این منتقدان معتقدند اعتقادات پولس ریشه در مسیحیت اولیه یهود داشت، اما با تأکید بر گنجاندن غیر یهودیان در میثاق جدید خدا و رد ختنه به عنوان نشانه ای غیر ضروری از فقه، از این مسیحیت یهودی جدا شد.
به گفته هانس لیتزمن، اصطلاح «مسیحیت پولسی» برای اولین بار در قرن بیستم در میان دانشمندانِ منتقد مورد استفاده قرار گرفت که رشته‌هایی از تفکر متفاوت از مسیحیت اولیه را که در آن پولس نفوذ قدرتمندی داشت مطرح کردند. نویسنده مارکسیست آنتونیوگرامشی (۱۸۹۱–۱۹۳۷)، که بر شباهت‌های مسیحیت بدوی و مارکسیسم تأکید داشت، از عبارت «کریستو- پائولینیسم» نه تنها برای نشان دادن اهمیت بیشتر پولس استفاده کرد، همچنین این عبارت را برای تعیین اعتقادات کلامی و عقیدتی و سازمان تشکیلاتی کلیسای نیز به کار برد.
این اصطلاح همچنین توسط دانشمندان مسیحی مدرن مانند جان زیسلر و کریستوفر مونت که علاقه آنها به بازیابی ریشه‌های مسیحیت و اهمیت پولس برای پالئو ارتدکس (گروهی از پروتستان‌های آمریکا)، بازسازی مسیحیت christian reconstruction و تجدید گرایی restorationism. استفاده می‌شود.

### لزوم اطاعت از حاکمان

#### دیدگاه منتقدان مسیحیت
پولس در نامه به رومیان می‌نویسد:
هر شخصی باید مطیع قدرتهای برتر شود؛ زیرا قدرتی جز خدا نیست و آنهایی که هست، از جانب خدا مرتب شده‌است حتی هر کس با قدرت مقاومت کند، با ترتیب خدا مقاومت کرده باشد…؛ زیرا خادم خداست برای توبه نیکویی، ولی هرگاه بدی کنی، بترس؛ چون که شمشیر را عبث برنمی‌دارد؛ زیرا او، خادم خداست و با غضب، از بدکاران انتقام می‌کشد. پس لازم است که مطیع او شوی.

#### دیدگاه مسیحیان
مفهوم عبارت نقل شده از رسالهٔ رومیان به معنای اطاعت محض از فرمانروایان در تمام اُمور نیست، بلکه به معنای رعایت قوانین کشور و احترام به نظم و قانون یک کشور می‌باشد، تا جایی که مخالف فرمان خداوند نباشد. به عبارت دیگر، مسیحی شدن به معنای شورش سیاسی و برهم زدن نظم کشور نیست. این موضوعی بود که عیسی مسیح در انجیل آن را به حواریون و شاگردان خود آموخت: "عیسی به آنان گفت: آنچه از آن قِیصر است به قِیصر و آنچه از آن خداست به خدا بازدهید". اما در هر صورت این احترام به قوانین، به معنای اطاعت محض از حاکمان نیست، چرا که پولس خود چندین مرتبه زندانی شده بود و در نهایت توسط دولت روم اعدام شد. این یعنی پولس تا جایی به قانون احترام قایل بود، که برخلاف کلام خدا نباشد. عیسی مسیح و رسولان مسیح همواره برخلاف یهودیان شورشی که چندبار علیه حاکمیت روم قیام کردند (قیام یهودیان در سال ۶۶ میلادی، همچنین قیام بارکوخبا در قرن دوم میلادی)، به مردم آموختند، که قیام انسان‌ها برای برقراری حکومت الهی از طریق حاکمان سیاسی، باور نادرستی است، چرا که رستگاری جامعهٔ بشری، از ایمان حقیقی و عقلانی و قلبی به پروردگار و در درون فکر و دل و وجود انسان‌ها صورت گرفته و آغاز می‌شود و سپس در اعمال و رفتار اشخاص نمود پیدا می‌کند. حکومت الهی در فکر و دل انسان‌ها صورت می‌گیرد و پادشاه این حکومت، خداوند است. همان‌طور که عیسی مسیح خطاب به فرماندار رومی، پونتیوس پیلاطوس گفت: "پادشاهی من از این جهان نیست".

### رستگاری به واسطه ایمان

#### دیدگاه منتقدان مسیحیت
از دیدگاه پولس، مسیح به عنوان پسر خدا قربانی شد تا گناهان ذاتی بشر که توسط آدم وارد جامعه بشری گردید آمرزیده شود. به کفاره مرگ و احیاء عیسی مسیحیان آمرزیده می‌شوند. مرگ او کفاره گناهان بشریّت است، و با خون مسیح صلح بین خدا و انسان برقرار می‌شود.با بخشش از راه ایمان، ، یک مسیحی در مرگ و با پیروزی مسیح بر مرگ با مسیح شریک می‌شود، و پسرخواندگی جدید را رایگان بدست می‌آورد.

#### دیدگاه مسیحیان
- نکتهٔ اول اینکه رستگاری انسان به واسطهٔ «ایمان» به این معنی نیست که شخص ایمان‌دار مجاز است هرکاری انجام دهد. برخلاف اطلاعات ناقص و اشتباه که در خصوص پولس رسول و تعلیمات وی بیان می‌شود، پولس به هیچ وجه هیچگاه تعلیم نداد که ایمان‌داران مسیحی آزادند هر عملی را انجام دهند. پولس تعلیم می‌داد اشخاصی که اعمال گناه‌آلود مرتکب می‌شوند، وارث ملکوت خدا نخواهند شد.[۱۲][۱۳][۱۴]
- نکتهٔ دوم اینکه رستگاری انسان از طریق ایمان او به خدا و تغییر نگرش او به دست می‌آید، ابداع پولس نیست، بلکه تعلیمی است که خود عیسی‌مسیح به صراحت بارها به آن اشاره کرده‌است و به هنگام شفای بیماران، همواره به اینکه "ایمانت تو را نجات داد"[۱۵][۱۶][۱۷] تأکید کرد. به این معنا که شفای این افراد، به این خاطر نبود که ایشان لزوماً افرادی مقدّس بوده‌اند، بلکه به سبب ایمان ایشان به قدرت مطلق خدا و عیسی‌مسیح به عنوان قدّوس خداست.[۱۸] ایمان به عیسی‌مسیح به عنوان «پسر یگانهٔ خدا»،[۱۹] «کلمهٔ خدا»[۲۰] و ""معبد مقدس خدا"[۲۱] که خدا در وجود او تجلی دارد"، موضوعی است که حواریون نیز آن را تعلیم می‌دادند و این موضوع ابداع پولس نبود (در این خصوص نگاه کنید به انجیل یوحنا که توسط یوحنا رسول، یکی از حواریون نگاشته شده‌).
- نکتهٔ سوم: رستگاری انسان و پاک شدن گناهان او به سبب ایمان آوردن به قربانی عیسی‌مسیح، موضوعی است که مختص آموزه‌های پولس رسول نیست، بلکه سایر حواریون و رسولان مسیح نیز آن را تعلیم داده‌اند[۲۲][۲۳][۲۴][۲۵][۲۶][۲۷][۲۸].

### در خصوص شریعت
شریعت فقط گناه‌کار بودن انسان و بردگی انسان‌ها را نسبت به گناه روشن می‌کند و در نتیجه مسیحیان نیازی به به‌جا آوردن تمامی بخش‌های شریعت (بخش‌های آئین‌های ظاهری/ملّی و قومیّتی) نیستند.. این امر به معنای منقضی شدن احکام اخلاقی شریعت/تورات نمی‌شود، چرا که پولس همان اصول تورات و عهدقدیم شریعت را تعلیم می‌داد. که پولس پیروی پولس قبل از مسیحی شدن، اعتقاد داشت غیر یهودیان خارج از آن پیمان الهی می‌باشند که خداوند با بنی‌اسرائیل عهد کرده بود، پس از ایمان آوردن به عیسی‌مسیح بر این باور بود که غیریهودی‌ها و یهودی‌ها در وجود عیسی به عنوان ایمان‌داران به خدا اتحاد پیدا کرده و یکی می‌شوند.
مسیحیان اولیه یهودی بودند. طبق نامه‌های نگاشته شده توسط خود پولس و همچنین کتاب اعمال رسولان، او در ابتدا مسیحیان اولیه را مورد آزار و اذیت قرار می‌داد، اما در یک مکاشفه عیسی بر او ظاهر می‌شود و پولس بینایی خود را از دست می‌دهد. پولس پس از این واقعه و شفا یافتن توسط یکی از ایمان‌داران به مسیح به نام حنانیا، به عیسی به عنوان مسیح ایمان آورده و از آن پس به یهودیان و غیریهودیان می‌آموخت که عیسی همان مسیح موعود است.
به گفته کریستوفر رولند، «مشکلاتی که وی در نامه‌های خود با آنها دست و پنجه نرم می‌کند، شاید برای بسیاری از افراد که در آن دوره با فرقه مسیحیان روبرو بودند، روشن بود.» به گفته کریستر استندال، مهم‌ترین دغدغه نوشته‌های پولس در مورد نقش عیسی و آموزه نجات به واسطه ایمان، مسئله ورود مجریان غیر یهودی تورات (یونانی) به پیمان خدا است. ورود غیر یهودیان به مسیحیت اولیه مشکلی برای هویت یهودی مسیحیان اولیه بود. بسیاری از مسیحیان یهودی کاملاً وفادار به شریعت یهود بودند وتنها تفاوت آنها، پذیرش عیسی به عنوان مسیح و منجی بود. رعایت دستورهای یهود، از جمله ختنه، نشانه عضویت در این پیمان قلمداد می‌شد و یهودی مسیحیان اولیه اصرار داشتند که این آداب را حفظ کنند. ولی تازه گروندگان از «فقه یهود» پیروی نکردند و از ختنه شدن امتناع ورزیدند، زیرا ختنه در دوره یونانی گرایی مدیترانه شرقی جنبه دافعه داشت. پولس با اصرار بر حفظ همه احکام یهود مخالفت شدیدی داشت و آن را تهدید بزرگی برای آموزه خود یعنی نجات از طریق ایمان به عیسی می‌دانست. در فرضیه پولس، مرگ و قیام عیسی مسئله مستثنی شدن مسیحیان غیر یهودی از عهد خدا را حل کرد. 'مردن عیسی برای گناهان ما' به مسئله غیر یهودیان مجری تورات اشاره دارد، که علی‌رغم ایمان خود، نمی‌توانند کاملاً مجری احکام، از جمله ختنه باشند، و از این رو «گناهکار» هستند، که از میثاق خدا مستثنی می‌باشند.
در آموزه‌های پولس، نجات با لطف خدا حاصل می‌شود نه با اجرای شرع. طبق گفته سندرز، این اصرار مطابق دارد با یهودیت حدود است. ۲۰۰ سال قبل از میلاد تا ۲۰۰ میلادی، که عهد و پیمان خدا با اسرائیل را فیض خدا می‌دانست. رعایت قانون برای حفظ میثاق لازم است، اما این عهد با رعایت شرع حاصل نمی‌شود، بلکه با لطف خدا به دست می‌آید. ولی سایر رسولان مخصوصاً پطرس اجرای شریعت را برای غیر یهودیان نیز لازم می‌دانستند.
جدایی/انشعاب بین مسیحیان از یهودیان نه به یک باره، بلکه به آرامی در حال رشد بود و قرن‌ها طول کشید تا شکاف کامل شود. ایرنئوس، اسقف لیون، در نیمه دوم قرن ۲ نوشت که ابیونی‌ها پولس را به عنوان ارتداد از شریعت مردود می‌دانستند و فقط از نسخه انجیل متی معروف به انجیل ابیونی‌ها استفاده می‌کردند، ابیونیان گروهی از مسیحیان یهودی‌نژاد در سده‌های نخست مسیحیت بودند، که سخت به قوانین شریعت پایبند بوده و فقط بخش‌هایی از تورات را قبول داشتند، زیرا برای مثال، ابیونی‌ها باور داشتند زنان نمی‌توانند پیامبر باشند و نبوت کنند، بلکه خداوند فقط مردان را را به پیامبری انتخاب می‌کند، در حالی که بر اساس آموزه‌های اصیل یهودیت و مسیحیت (عهدقدیم و عهدجدید)، خداوند هم مردان و هم زنان را به پیامبری انتخاب می‌کند. به همین جهت ابیونی‌ها به بخش‌هایی از کتب عهدقدیم که به نبیه‌ها (پیامبران زن) اشاره دارند، ایمان نداشتند و آن‌ها را از مجموعه کتب عهدقدیم خارج می‌کردند. ابیونی‌ها عیسی را بزرگ‌ترین پیامبر خدا و همان ماشیح و پیامبر موعود در تورات می‌دانستند، اما هیچ جنبه الوهیتی برای او قائل نبودند و او را انسان می‌شمردند. همین‌طور به نظر با آموزهٔ عیسی‌مسیح در خصوص مقدس بودن تمامی تورات هم‌نظر نبودند، چرا که عیسی‌مسیح تمام تورات را کتاب خدا خواند که تمامی آن نقطه به نقطه به تحقق خواهد پیوست، در حالی که ابیونی‌ها بخش‌های مخالف نظر خود را از تورات حذف می‌کردند.
توضیحات بیشتر را در صفحهٔ پولس رسول بخوانید

### دیدگاه منتقدان مسیحیت
منتقدان مسیحیت باور دارند پولس با حواریان اختلاف نظر داشت. به اعتقاد از منتقدان، مهم‌ترین مورد اختلاف پولس با حواریان مسئله ختنه تازه‌مسیحیان و نیز لزوم عمل به احکام شریعت بود. پولس که عمل به شریعت را لازم نمی‌دانست بر نظر خویش پای می‌فشرد و حتی حواریانی که به شریعت عمل می‌کردند را مورد طعنه و حمله قرار می‌داد. خود پولس در رساله به غلاطیان می‌گوید که با پطرس، جانشین عیسی (متی، ۱۶: ۱۸؛ یوحنا، ۲۱: ۱۵)، در مقابل همگان مخالفت کرده و او را «ریاکار» خوانده‌است. طبق دیدگاه این دسته از منتقدان، ختنهٔ آلت تناسلی، برای رستگاری انسان لازم است.

### دیدگاه مسیحیان
- ختنه، راه رستگاری؟

مسیحیان معتقدند اختلافی بین پولس و سایر رسولان مسیح در مورد ختنه وجود نداشت، بلکه آن دسته ازافراد به ظاهر مسیحی که پیشینۀ فریسی افراطی داشتند با پولس مشکل داشتند.
برخی از مسیحیان یهودی‌نژاد (که قبلاً جزو دستهٔ فریسیان بودند)، معتقد بودند که نوایمانان مسیحی (که قاعدتاً بزرگسال بودند)، «اگر طبق شریعت موسی ختنه نشوند، مورد رحمت خدا قرار نمی‌گیرند» و نجس هستند و همچنین همنشینی و همسُفره شدن با آن‌ها، مانند همنشینی و همسُفره شدن با سَگان است.
این افراد تندرو و افراطی به پولس و برنابا اعتراض کرده (چرا که پولس و برنابا ختنه را برای نوایمانان مسیحی که بزرگسال بودند، واجب نمی‌دانستند) و نهایتاً به همراه ایشان به اورشلیم رفته تا در این مورد با کلیسای اورشلیم که پطرس حواری، یعقوب رسول و یوحنا حواری آن را رهبری می‌کردند صحبت کرده و نظر آنان را جویا شوند. پطرس حواری -که احتمالاً نگران شکاف و جدایی بین مسیحیان بود و نقش میانی بین مسیحیان یهودی و غیریهودی را داشت- در این جلسه به صورت ضمنی از پولس و برنابا حمایت می‌کند. سپس برنابا و پولس صحبت می‌کنند. در نهایت یعقوب در تأیید سخنان پطرس، اعلام می‌دارد که "رأی من این است که آن‌هایی را که از امت‌ها (ی غیر یهودی) به خدا روی می‌آورند، نباید مشوّش کرد و اما فقط برایشان بنویسیم که از آلودگی‌های بتان و از زنا و از گوشت حیوانات خفه شده و خوردن خون پرهیز کنند» در نتیجه کلیسای اورشلیم (شامل پطرس و یعقوب) با پولس و برنابا هم نظر بودند مبنی بر اینکه «ختنه برای یک مسیحی نو ایمان (که ممکن است بزرگ‌سال یا حتی کهن‌سال باشد) و رستگاری او ضرورتی ندارد». این توافق احتمالاً برای آن عدهٔ تندرو که سابقاً جزو یهودیان فریسی بوده‌اند و باعث شده بودند تا برنابا و پولس به اورشلیم بیایند، رضایت بخش نبود، به گونه ای که یعقوب رسول، ایجاد تشنج توسط این افراد را «اقدام خودسرانه» خواند.
در نتیجه مسیحیان بر این باورند، که حکم ختنه که خداوند آن را در تورات صرفاً برای یهودیان و آن هم در سن نوزادی واجب کرده بود، پس از عیسی مسیح، دیگر برای مسیحیان امری واجب قرار نداده‌است. باید توجه داشت که دین یهودیت تقریباً هیچگاه دین تبلیغی نبوده‌است و به همین جهت افراد بزرگسال از اقوام غیراسرائیلی، بسیار به ندرت و با شرایط بسیار خاصی به یهودیت می‌پیوستند. به همین جهت مسئلهٔ ختنه شدن افراد بزرگسال تقریباً به جز در صورت اصرار خود شخص اتفاق نمی‌افتاد.
نهایتاً طبق تعلیم مسیحیت، ختنه آزاد است اما واجب نیست. مسیحیت می‌آموزد که رستگاری انسان در گرو ختنه شدن یا نشدن او و آداب و رسوم ظاهری نیست، بلکه در گرو ایمان به خدا و محبت قلبی به خداوند و همچنین محبت به همنوع (به معنی انجام دادن اعمالی چون کمک به نیازمندان، پاکدامنی یا انجام ندادن اعمالی چون ظلم و دروغ و ریاکاری و انواع فسادهای اخلاقی).
- پولس سایر حواریان را مورد طعنه و حمله قرار داد؟

پولس در رسالهٔ رومیان، که پس از واقعهٔ انطاکیه نگاشته شده و یکی از جامع‌ترین رساله‌های پولس محسوب می‌شود، از یاری رساندن به مسیحیان اورشلیم (که پطرس رسول و یوحنا رسول به ویژه یعقوب رسول در رأس آن‌ها و به عنوان ستون کلیسا و رهبران مسیحیان اورشلیم شناخته می‌شدند) با عنوان "خدمت به مقدسان" نام می‌برد. این یک دلیل و مدرک بر این است که پولس با پطرس یا یعقوب یا سایر رسولان اختلافی نداشته و با هم در ارتباط بوده‌اند و احترام متقابل بین ایشان برقرار بوده‌است. پس اینکه پولس به سایر حواریون مسیح بی‌احترامی یا به طعنه سخن گفته باشد، صحیح نیست.
و اما حال، انتقاد مطرح شده در بخش دیدگاه منتقدان مسیحیت، مبنی بر اینکه پولس سایر رسولان مسیح را ریاکار خوانده‌است، اشاره دارد به شرح واقعهٔ انطاکیه که پولس رسول در رسالهٔ غلاطیان: این انتقادی اشتباه است، چرا که پولس رسول، پطرس رسول و برنابا رسول را ریاکار نمی‌خواند، بلکه نوشته شده "به ریاکاری کشیده شدند" یا "از جهت ریا خطا کردند". پولس رسول عمل انجام شده توسط پطرس رسول و برنابا رسول را اقدام ریاکارانه می‌خواند. چرا که نحوهٔ عمل و نمود بیرونی عملکرد پطرس و سپس برنابا (هرچند به دلیل مصلحت و جلوگیری ایجاد تنش و تشنج انجام دادند) وجههٔ ریاکارانه داشت، نه اینکه پطرس و برنابا ریاکار باشند. این اقدام ایشان می‌توانسته به‌طور غیرمستقیم موضع تندروها را مبنی بر نجس بودن ختنه نشدگان تأیید کند و این چیزی بود که پولس رسول در مقابل آن ایستاد. باید توجه داشت که آن طور که پولس نوشته‌است، پطرس از افراد تندرویی که از اورشلیم به انطاکیه آمده بودند ترس داشت/نگران بود. این افراد تندروی فریسی که این بار به دنبال ایجاد مشاجره و تشنج با پولس و برنابا و مسیحیان غیریهودی بودند، سابقاً حتی پطرس رسول را نیز مورد اعتراض قرار داده او را به نوعی پطرس را در جایگاه خطاکار وادار به توضیح کرده بودند، به این دلیل که پطرس رسول، کُرنلیوس (یک افسر رومی و غیریهودی) و اهالی خانهٔ او را که به عیسی‌مسیح ایمان آورده بودند غسل تعمید داده بود، بدون اینکه ختنه شده باشند.

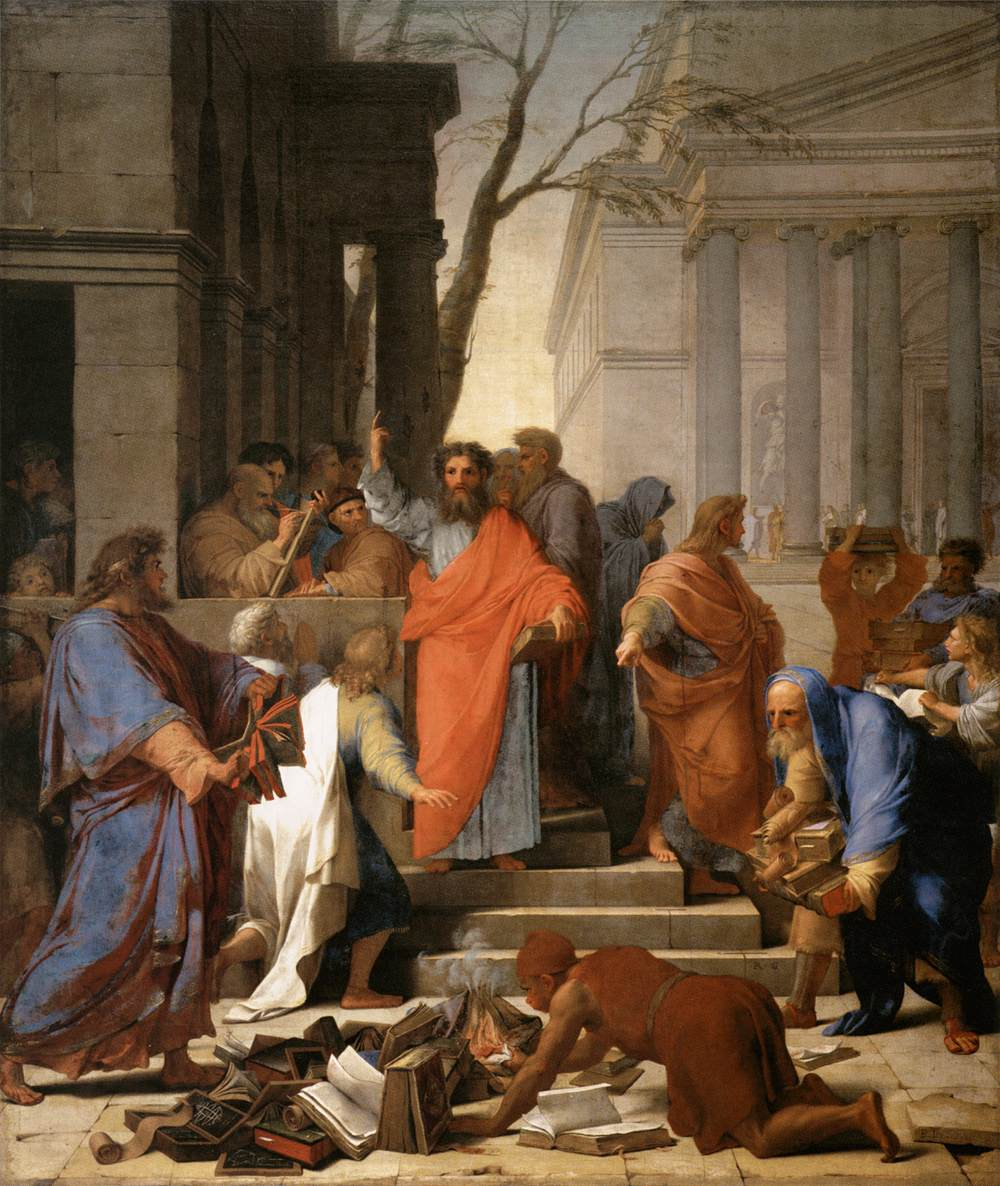
موعظه پولس در افسوس اثر Eustache Le Sueur (1649)

### دیدگاه منتقدان مسیحیت
طبق دیدگاه برخی از منتقدان مسیحیت، پولس توانست رهبری مسیحیان غیر یهودی را به عهده گیرد و در واقع توانست به سبب سهل‌گیری در شریعت و به عهده گرفتن رهبری مسیحیان غیر یهودی، روز به روز پیروان بیشتری پیدا کند، درحالی که ابیونی‌ها و مسیحیان پیرو پطرس در میان جمعیت محدود صرفاً یهودی رشد اندکی داشتند، که پیروان آن هم پس از چندی در اثر درگیری‌های داخلی پراکنده شده، از صحنه تاریخ کنار رفتند. پولس همچنین با دعوت کلیساها به فرمانبرداری محض از حکومت و حاکمان، خود را به حاکمان رومی نزدیک می‌گرداند. پولس برای ترویج کیش خود تلاش بسیار کرد. بسیار باهوش و آینده نگر بود. در طول سفرهایش، در کنیسه شهرها به موعظه می‌پرداخت، و به تعداد طرفداران خود می‌افزود، و چون جایگاه خود را محکم یافت، به راحتی پطرس حواری را به ریاکاری متهم کرد. او در هر شهری که طرفدارانی پیدا می‌کرد، آنها را نظم می‌بخشید و تبلیغ در اطراف آن شهر را به آنها واگذار می‌نمود. سپس به جاهای دیگر می‌رفت، ولی از کار کلیساهایی که در شهرهای مختلف پایه‌گذاری می‌کرد غافل نبود؛ همواره با آنها مکاتبه می‌کرد وگاه نمایندگانی برای سرکشی به آن مناطق اعزام می‌نمود. و مدام پیروان خود را از پذیرا شدن بشارت دیگران بر حذر می‌داشت و وعده می‌داد که "چون اطاعت شما نسبت به ما کامل شد، آن وقت کسانی را که نافرمانی می‌کنند مجازات خواهیم کرد.

### دیدگاه مسیحیان
نکتهٔ مهم اینکه باید دقت شود که تفاوت هست بین "شریعت یهود" (که به قوانین مکتوب در تنخ یا همان عهدقدیم مکتوب است) و "آداب و رسوم یهودی" (که در کتاب‌های دیگر، از جمله در تلمود مکتوب است).
- آداب و رسوم یهودی:

از جمله «آداب و رسوم یهودی»، می‌توان به شستن نمادین دست‌ها پیش از غذا اشاره کرد، نخوردن هم‌زمان محصولات لبنی به همراه محصولات گوشتی (مثلاً در دوران امروزی، ممنوع بودن پیتزا یا لازانیا به دلیل داشتن پنیر به همراه گوشت)، یا نجس خواندن افراد ختنه نشده. این‌ها مواردی از سنت و آداب و رسومی هستند که نه فقط پولس، بلکه عیسی مسیح و پس از او رسولان مسیح (پطرس رسول، برنابا رسول، پولس رسول و سایر رسولان) در مقابل آن‌ها ایستادند. عیسی مسیح درتقابل با این آداب و رسوم یهودی، در موردی بارز و مشهور، از ایمان خالصانهٔ یک افسر رومی و شفای خدمتگزار او سخن گفت و یک غیریهودی را شفا داده و از او خواست تا این شفا و لطف خداوند را به خانوادهٔ خود تعریف کند. عیسی مسیح خطاب به روحانیون ریاکار که به عیسی مسیح در خصوص همنشینی و همصحبتی با افرادی که روحانیون آنان را گناهکار و نجس می‌خواندند فرمود: "رسالت من این است که گناهکاران را به سوی خدا بازگردانم، نه آنانی که عادل و مقدس هستند (خود را عادل و مقدس می‌دانند)". عیسی مسیح و بعداً رسولان مسیح این آداب و رسوم یهودی را ساختهٔ انسان‌ها خواندند. طبق تعلیم عیسی مسیح و رسولان مسیح، برخی از این آداب و رسوم ممکن است مفید باشند و برخی به کلّی اشتباه، امّا در هر صورت جزو شریعت و قوانین خداوند در شریعت یهود (تنخ یا همان عهدقدیم) نیستند.
==> مشهود است که این فقط پولس رسول نبود که به مقابله با تندروها و ریاکاران مذهبی نما و آداب و رسوم ساختگی آن‌ها ایستاد، بلکه این عیسی مسیح بود که در ابتدا بارها علیه آنان سخن گفت.
- عیسی مسیح و قوانین شریعت یهود (تنخ یا همان عهدقدیم):

براساس آموزهٔ مسیحیت و باور مسیحیان، بخشی از قوانین شریعت یهودی (تنخ یا همان عهدقدیم)، توسط عیسی مسیح منطبق با شرایط زمان منسوخ/تکمیل/تغییر/مجدداً تفسیر شد، مانند حکم طلاق یا به جا آوردن قربانی یا احکام نگاه کردن، به گونه ای که قوانین شریعت دیگر نه فقط برای یهودی نژادان قوم اسرائیل، بلکه همچنین برای تمام ایمان داران به مسیح، فارغ از اینکه یهودی نژاد یا غیر یهودی نژاد هستند، شامل شود.
این فقط پولس رسول نبود که از نوایمانان مسیحی نخواست که قوانین قومی و ظاهری (همچون ختنه) را به جا آورند، بلکه عیسی مسیح نیز از افراد غیریهودی که به او ایمان می‌آوردند، نخواست تا خود را ختنه کنند، بلکه در یک مورد مشهور، از بیشتر بودن ایمان یک افسر رومی نسبت به یهودیان ختنه شده سخن گفت. عیسی مسیح از این افسر رومی، یا شخص شفا یافتهٔ دیگر غیریهودی نخواست تا خود را ختنه کنند. بعداً در منازعهٔ تندروهای مذهبی (که احتمالاً سابقاً جزو فریسیان بوده‌اند) با برنابا و پولس، سایر حواریون و رسولان مسیح نیز که هدایت مرکزی مسیحیت را برعهده داشتند (همچون پطرس حواری، یعقوب رسول و یوحنای حواری) صحت تعلیم برنابا رسول و پولس رسول را تأیید کردند،
==> مشهود است که خداوند برخی از احکام ملّی/ظاهری که در شریعت یهود (تنخ یا همان عهدقدیم) به یهودیان داد، در شریعت مسیح، منسوخ/تکمیل/تغییر/مجدداً تفسیر فرمود. این موارد (مثلاً اجباری نبودن ختنه)، «سهل‌گیری» یا «بدعت» نیستند که پولس آن‌ها را بر طبق میل خود پایه گذاشته باشد. لازم است ذکر شود که در تعالیم هیچ‌کدام از رسولان مسیح (از جمله تعالیم پولس رسول) احکام اصول اعتقادی و احکام اخلاقی در زمرهٔ قوانین تغییر داده شده قرار نمی‌گیرند، بلکه حتی همچون حکم «نگاه کردن» سخت گیرانه تر می‌شوند.
- تناقضات انتقادات مطرح شده در بخش «دیدگاه منتقدان مسیحیت»

1. در بخش «دیدگاه منتقدان مسیحیت» گفته شده پولس "به دلیل سهل‌گیری در شریعت" روز به روز طرفداران زیادی در بین غیریهودیان پیدا می‌کرد. ولی مجدداً در همان بخش نوشته شده پولس "در کنیسه‌ها به موعظه می‌پرداخت و به تعداد طرفداران خود می‌افزود". نویسندۀ انتقاد فوق متوجه نیست که "کنیسه" جایی است که صرفاً یهودیان در آن حاضر می‌‍شوند.
2. در بخش «دیدگاه منتقدان مسیحیت» سعی شده از ابیونی‌ها به عنوان مسیحیان راستین و پیروان پطرس رسول یاد شود. در حالی که این موضوع نمی‌تواند صحیح باشد، چرا که ابیونی‌ها "تورات و کتب انبیاء = عهدقدیم" را به صورت کامل قبول نداشتند[۸۶][۸۷]. این در حالی است که طبق آموزۀ عیسی‌مسیح، تمامی "تورات و کتب انبیاء = عهدقدیم"  کلام خدا هستند و تا زمانی که آسمان و زمین برقرار است، یک نقطه از این کتب از بین نخواهد رفت[۸۸]. این آموزۀ عیسی‌مسیح، که حتی از دید منتقدان مسیحیت، قطعاً از آموزه‌های اصیل عیسی‌مسیح می‌باشد و قطعاً پطرس و پولس و سایر رسولان مسیح به آن باور داشتند، با اعتقادات ابیونی‌ها در خصوص "تورات و کتب انبیاء = عهدقدیم"هم‌خوانی ندارد. پس اینکه آیا پطرس‌ رسول، ابیونی‌ها را به عنوان پیروان راستین مسیح قبول داشت یا نه، جای سوال است، همان‌طور که یعقوب رسول، اقدام برخی از تندروهای مذهبی (که احتمالاً سابقاً جزو فرقۀ فریسیان بودند[۸۵]) در ماجرای انطاکیه را نادرست و خودسرانه[۶۳] خواند و از این عمل اعلام برائت کرد.
3. در بخش «دیدگاه منتقدان مسیحیت» ادعا می‌شود که پولس‌رسول سعی در نزدیک شدن به حکومت روم داشت. چرا که پولس مسیحیان را به تبعیّت از قانون دعوت کرده است و نظم جامعه و مجریان آن را امری الهی می‌خواند! امّا آیا عیسی‌مسیح نیز می‌خواست خود را به حکومت روم نزدیک کند وقتی خطاب به روحانیون ریاکار فرمود "آنچه از آن قِیصر است به قِیصر و آنچه از آن خداست به خدا بازدهید"[۶]؟  پولس بارها دستگیر و زندانی شد و در نهایت نیز توسط حکومت روم به اعدام محکوم شد، مانند پطرس رسول و مسیحیان دیگر. اگر او قصد نزدیک شدن به حکومت روم را داشت، چرا به کل از رسالت خود دست نکشید و به خوش گذرانی نپرداخت؟
4. پولس یک یهودی از قلبیۀ بنیامین و متولد طرسوس (جنوب ترکیه امروزی) و در نتیجه شهروند روم به حساب می‌آمد و در نتیجه طبق قانون، مشمول برخی حقوق و مزایا بود، مانند هر شخص دیگری که در مناطق تحت حاکمیت روم زندگی متولد شده بود. امّا حقوق یک شهروند روم به چه معنی؟ به این معنی که برای مثال، «شهروند روم بدون برگزاری دادگاه مجازات نمی‌شود»[۸۹] و یا اینکه «شهروند رومی در صورت محکومیت به اعدام، به صلیب کشیده نمی‌شود، بلکه به روش‌های دیگری اعدام می‌شود»[۹۰]. به نظر مورخان همین اتفاق نیز افتاد، پولس احتمالاً حدوداً هم‌زمان با پطرس اعدام شد، اما برخلاف پطرس که به صلیب کشیده شد (شیوۀ اعدام شهروندان غیررومی)، پولس با شمشیر گردن زده شد.
5. پولس به کلیساهای نوپایی که مسیحیان تشکیل می‌دادند می‌رفت و از آن‌ها خبر می‌گرفت، اما آیا این چیز عجیبی است؟ همان‌طور که تمام رسولان مسیح این کار را می‌کردند، پولس نیز از کلیساها بازدید می‌کرد و برنابا رسول در بسیاری از این سفرها همراه او بود[۹۱][۹۲]. پطرس رسول نیز برای بازدید از کلیسای انطاکیه به انطاکیه رفته بود[۹۳]، زمانی که پولس و برنابا نیز در آن‌جا بودند. پطرس رسول همچنین رسالۀ اول خود را خطاب به مسیحیان ساکن در پنج منطقه از آسیای صغیر (ترکیۀ امروزی)[۹۴] نگاشته است. یعقوب رسول نیز خطاب به مسیحیان انطاکیه نامه نوشت و اقدام خودسرانۀ تندروهای مذهبی در واقعۀ انطاکیه را نادرست خواند[۶۳]. این طبیعی بود که تمام رسولان مسیح با مسیحیان یهودی و غیریهودی در ارتباط بودند، حال باید پرسید آیا دیدار پولس از مسیحیان چیز عجیبی بود؟
6. بارها پیش آمده بود که پولس (مانند سایر رسولان مسیح و خود عیسی مسیح) از طرف مردم رد شد و او طبق آموزۀ مسیح در انجیل[۹۵][۹۶]، خاک آنجا را از پا تکانده و آن محل را (به همراه برنابا رسول) ترک نمود[۹۷]. نه پولس و نه هیچکدام از رسولان دیگر مسیح، سرباز و یا قدرت دولتی و حکومتی نداشتند تا به وسیلۀ آن کسی را تنبیه کنند یا زندانی کنند، چرا که اگر پولس در این حد قدرت داشت، چرا هیچگاه از خود هنگام زندانی شدن یا مورد حمله قرار گرفتن توسط تندروهای مذهبی و غیریهودیان[۹۸] دفاع نکرد؟ علت این است که نه پولس و نه هیچکدام از رسولان دیگر مسیح، هیچ‌کدام تسلّط پادشاه‌گونۀ توصیف شده در بخش «دیدگاه منتقدان مسیحیت» بر کلیساها و مسیحیان را نداشتند، بلکه همواره خود مورد ستم از سمت حکومت روم یا یهودیان یا تندروهای مذهبی بودند.
7. همچنان که از نامه‌های او بر می‌آید، کلیساهایی (جمع‌های مسیحی ای) که او خود در بین اقوام غیریهودی پایه‌گذاری کرده بود، گاهی برخلاف آموزه های او عمل می‌کرده‌اند. پولس همچنین از اینکه کلیسایی به نام «کلیسای پولس» تأسیس شود و باعث جدایی از سایر کلیساها شود که توسط دیگر حواریون و شاگردان مسیح پایه‌گذاری شده بود، به شدت نهی و نکوهش کرده بود. پولس بارها دستگیر شد و در نهایت به رُم برده شد و در آنجا اعدام شد. طرح چنین انتقاداتِ بدون ذکر هیچ‌گونه منبع و مرجع تاریخی‌ای، توسط «برخی از منتقدان» با نیّت تخریب/ترور شخصیتی پولس و در نهایت تخریب/ترور مذهبی مسیحیت، از طریق سوءاستفاده از عدم اطلاع خوانندگان از تاریخ و شرایط تاریخی و آموزه‌های مسیحیت مطرح می‌شود.

پولس به‌طور کلی یکی از تأثیر گذارترین شخصیتهای عصر رسولان به حساب می‌آید. از اواسط دهه ۳۰ تا اواسط دهه ۵۰ میلادی چندین گروه مسیحی در آسیای صغیر و اروپا از او پیروی کرده و به مسیح ایمان آوردند. محققان دربارهٔ میزان تأثیر پولس بر مسیحیت امروز نظرهای متفاوتی دارند.
برخی از محققان معتقدند که تعالیم پولس با آموزه‌های عیسی که در اناجیل یافت می‌شود تفاوت چشمگیری دارد
- جیمز دی. تابور برای روزنامه هاف پست می‌گوید: پولس و عقاید او در سرودها، اعتقاد نامه، مواعظ کلیسا اعم از کاتولیک رومی، پروتستان، یا ارتدوکس یونانی نقش محوری دارد، نیایش و دعای بعد از نماز، و مراسم تعمید، عشاء ربانی. چه در تعمید تولد، ازدواج و مرگ، اغلب توسط پولس تعریف شده. به گفته جیمز تابور، پولس با قطع ارتباط قاطع خود با ابیونی‌ها، که تعالیم آنها حاوی آموزه‌های اصیل عیسی بود، کلیسا را رهبری کرد.[۱۰۴] (هرچند این سؤال مطرح است که آیا می‌توان ابیونی‌ها مسیحیان اصیل نامید؟ چرا که ایشان گروهی بودند که کتاب مقدس را کاملاً مقدس ندانسته و فقط بخش‌هایی از آن را پذیرفته بودند، در حالی که عیسی مسیح کتاب مقدس را به تمامی و کاملاً کلام مقدس خدا می دانست! بخوانید: ابیونی‌ها)
- باری ویلسون اظهار می‌کند که پولس از نظر منشأ پیام، تعالیم و شیوه‌هایش با عیسی تفاوت دارد. [۱۰۵]
- نقادان مسیحی، مانند لئوتولستوی و آمون هناسی، معتقدند که پولس تعالیم عیسی را تحریف کرده‌است. تولستوی ادعا می‌کند که پولس در «انحراف» کلیسا از تعالیم و اعمال عیسی مسیح نقش مهمی داشت،[۱۰۶] و هنسی معتقد بود «پولس پیام مسیح را خراب کرد».[۱۰۷]
- به عقیده تام اوگولو [تام اوگولو (Tom O´Golo) کیست؟؟؟ ناشناخته است و اطلاعاتی از او در دسترس نیست!!!] پولس یک پیامبر دروغین بود که نمی‌خواست رومیها را مسیحی کند بلکه می‌خواست مسیحیان را رومی‌کند.
- برخی از منتقدان سکولار[۱۰۸] مانند فریدریش نیچه و برتراند راسل معتقدند که پولس ایمان اصلی و واقعی را تحریف کرده یا ادعا می‌کنند که مسیحیت تا حد زیادی اختراع وی است.
- نویسندگان دیگری مانند اسلاو ژیژک و آلن بدیو نیز با این تفسیر موافق هستند، اما در مورد تأثیر الهیات پولس نظرات بسیار مثبت تری دارند.
- روبرت آیزنمن مسیحیت پولسی را روشی برای تعدیل فرقه ای خطرناک در میان یهودیان رادیکال و وهمچنین مناسب ذائقه مقامات رومی می‌داند.[۱۰۹] مسیحیت پولسی اساساً مبتنی بر روم بود و از مهارتهای اداری روم استفاده می‌کرد.
- از نظر برت ایرمان، سیستم سازماندهی آن با یک اسقف واحد برای هر شهر وسیله ای بود که به وسیله آن سلطه خود را بدست می‌آورد.[۱۱۰]
- FC Baur (1760–1860)، استاد الهیات در توبینگن آلمان اولین دانشمندی که به انتقاد از اعمال و رساله‌های پولس پرداخت و بنیانگذار مکتب الهیات توبینگن بود، می‌گوید: پولس، به عنوان «رسول غیر یهودیان» با ۱۲ رسول اصلی دیگر درتضاد شدید بود. Baur معتقد است اعمال رسولان دیرهنگام و غیرقابل اعتماد است. این بحث از زمان آدولف دایسمان (۱۹۳۷–۱۸۶۶) و ریچارد ریتزنشتاین (۱۹۳۱–۱۹۸۱) با تأکید بر ارث یونانی پولس و تأکید آلبرت شوایتزر بر وابستگی او به یهودیت ادامه داشته. و ادعا می‌کرد که مسیحیت کاتولیک حاصل ترکیبی از دیدگاه‌های پولس و کلیسای یهودیت اورشلیم می‌باشد.[۱۱۱]

در مقابل، سایر محققان نظر دیگری دارند و بر معتقدند عقیدۀ منتقدان مسیحیت در این خصوص صحت تاریخی ندارد:
- از نظر کریستوفر رولند، مسیحیت پولسی توسعه تفکر در مورد عیسی مسیح در مفهوم توسعه مسیحیت در میان غیر یهودیان بود. رولند ادعا می‌کند که «میزان تأثیر او در اندیشه مسیحی بیش از حد تخمین زده شده‌است»، نتیجه‌گیری می‌کند که پولس مواد تعالیم مسیح را تغییر نداده‌است.[۱۱۲]
- هورتادو: نکته نظرهای پولس اساساً مشابه نکته نظرهای کلیسای اورشلیم است. عقیده هورتادو، در تقابل با ادعای بعضی از محققان است که می‌گفتند "مسیحیت پولسی از جنبش‌های مسیحی یهودی دور شده‌است"، به عبارت دیگر، بر اساس نظر هورتادو، نه پولس و نه هیچکدام از رسولان دیگر، تعالیم مسیح را تغییر نداده‌اند.[۱۱۳]
- آگوستین اهل هیپو بعد از خواندن رساله به رومیان، باب ۱۳، به عیسی مسیح ایمان آورده و خود را وقف مسیح می‌کند[۱۱۴][۱۱۵]. کارهای بنیادین آگوستین بر روی انجیل، در اخلاقیات، در تقدیر، و در گناه اولیه همه از پولس آورده شده، مخصوصاً از رومی‌ها. او به مسیحیت ایمان داشت و اینکه رسولان مسیح، شامل پولس، کلام خدا و تعالیم مسیح را تغییر داده باشند را رد می‌کرد.
- مارتین لوتر نوشت دربارهٔ درستی رومی ها۱ را به عنوان تطابق کامل با انجیل ستود، در آن اصلاحات متولد شد.[۱۱۶] تفسیر لوتر از نوشته‌های پولس در دکترین ایمان خالص لوتر تأثیر گذار بود.
- جان کالوین می‌گوید کتاب رومی‌ها بر روی همه گان باز است و فهمی به کتاب مقدس می‌باشد.[۱۱۷]
- این ایده که پولس مسیحیت را ابداع کرد، مورد بحث نویسندگان مسیحی زیادی است.[۱۱۸][۱۱۹][۱۲۰][۱۲۱]

### دیدگاه منتقدان مسیحیت
1. عیسی به شاگردان خود می‌گفت که او (مسیح) خدا نیست[۱۲۲][۱۲۳] عیسی وی را گفت: «از بهر چه مرا نیکو می‌گویی و حال آنکه هیچ‌کس نیکو نیست جز یکی که خدا باشد.»[۱۲۴] و در هیچ موردی خود را خدا نخوانده‌است[۱۲۵]؛ اما پولس مسیح را خدا می‌دانست.[۱۲۶]
2. عیسی تأکید می‌کرد که احکام شریعت، برای همیشه، باید رعایت شوند[۱۲۷] و شریعت را راه رسیدن به حیات ابدی معرفی می‌کرد[۱۲۸]؛ اما پولس احکام شریعت را منسوخ و باطل می‌دانست.[۱۲۹] پولس شریعت را لعنت می‌خواند[منبع؟ پولس دقیقاً در کدام آیه شریعت را لعنت می‌خواند؟ مطلب کذب. نگاه کنید به رومیان 7-12: پس شریعت مقدس است و احکام آن مقدس، درست و نیک است] و عاملان به شریعت را کسانی که زیر لعنت هستند می‌خواند.[۱۳۰]
3. طبق تعالیم عیسی، اعمال در رسیدن به رستگاری دخیل‌اند[۱۳۱]؛ اما پولس تعلیم می‌دهد که نجات تنها به وسیله ایمان است و عمل هیچ تأثیری در نجات ندارد.[۱۳۲][۱۳۳][۱۳۴]

### دیدگاه مسیحیان
در این بخش به مطالب بخش بالا به ترتیب پاسخ داده می‌شود:
1. برخلاف مطلب ذکر شده در بخش فوق، انجیل، عیسی‌مسیح را تجسّد و تجسّم "کلمه" / "کلمۀ خدا" می‌داند، که "کلمه خداست"[۱۳۵] که لباس انسان پوشید و در بین انسان‌ها ساکن گردید[۱۳۶]. در صورتی که انجیل هیچ انسانی را "کلمۀ خدا" نمی‌داند. بله، درست است که کتاب مقدس، شامل کتب عهدقدیم و عهدجدید، از جمله انجیل یوحنا، انسان‌های باایمان و درست‌کار را "فرزندان خدا" می‌خواند[۱۳۷]، اما همین انجیل یوحنا، عیسی‌مسیح را "پسر یگانۀ خدا" می‌داند[۱۳۸] و به این ترتیب بین عیسی‌مسیح و ایمان‌داران به خدا تمایز قائل می‌شود. هرچند که توضیح در خصوص الهیات مسیحی که بسیار جامع‌تر از آن است که بتوان در یک بند به آن پرداخت، اما توضیح بسیار مختصر در خصوص مفهوم "کلمه" یا همان "کلمۀ خدا" را شاید بتوان چنین توصیف کرد[۱۳۹]: الف) هیچ مجموعه‌ای بزرگ‌تر/جامع‌تر/کامل‌تر از خدا وجود ندارد   ==>   نمی‌توان مجموعه‌ای را تصور کرد، که اجماع خدا و جهان باشد، چرا که در غیر این صورت، آن مجموعه (خدا به علاوۀ جهان) بزرگ‌تر/جامع‌تر/کامل‌تر از خدا است   ==>    انجیل می‌آموزد جهان به کلّی در درون و محاط شده توسط "اراده" و یا همان "کلام (کلام خدا) = کلمه (کلمۀ خدا) = سخن (سخن خدا)" است. ب) "کلام (کلام خدا) = کلمه (کلمۀ خدا) = سخن (سخن خدا)" که به مفهوم اراده (ارادۀ خدا) است، مخلوق خدا و به عبارت دیگر قابل انفصال/جدا کردن از خدا نیست، چرا که در این صورت همان‌طور که در بند (الف) ذکر شد، مجموعه‌ای وجود خواهد داشت، که تشکیل شده از خدا به علاوۀ کلمۀ خدا است و در نتیجه بزرگ‌تر/جامع‌تر/کامل‌تر از خدا است    ==>    "کلام خدا = کلمۀ خدا = سخن خدا" خودِ "خدا" است و خدا یکی / واحد / یکتا / یگانه است[۱۴۰][۱۴۱][۱۴۲]. نکتۀ قابل توجه این است که تثلیثِ خدای یکتا، بر خلاف باور عموم، در تناقض با یگانگی خداوند نیست بلکه توضیحی از یکتایی خداوند است، که این مقاله به آن نمی‌پردازد. پ) این آموزۀ انجیل[۱۳۵] و بخش‌های دیگر کتاب مقدس[۱۴۳][۱۴۴][۱۴۵] که جهان درون و محاط شده توسط "کلام (کلام خدا) = کلمه (کلمۀ خدا) = سخن (سخن خدا)" است، دقیقاً همان تعلیمی است که خداوند به قلمِ پولس در رسالۀ کولسیان آن را بیان کرده است "زیرا همه چیزها در او (کلمۀ خدا) آفریده شده"[۱۴۶]. از سوی دیگر پولس در تعلیم خود به صورت کاملاً دقیقی یادآور می‌شود که خدا با چشم انسانی دیده نمی‌شود و مسیح "تصویر خدای نادیدنی"[۱۴۷] است. به این معنی که مسیح تجلی حضور باری تعالی است ولی جسم و پیکر فیزیکی او، صرفاً یک جسم انسانی و در زمرۀ مخلوقانِ خدا=کلمۀ خدا=کلمه قرار دارد. این مجدداً دقیقاً آموزۀ خود عیسی مسیح بود که فرمود "خدا روح است"[۱۴۸]. ت) کلام عیسی‌مسیح در انجیل لوقا و انجیل مرقس را که فرمود "از چه روی مرا نیکو می‌خوانی؟"[۱۴۹][۱۵۰] نباید به اشتباه تفسیر کرد. عیسی‌مسیح تعالیم خود را گاه با سؤال که می‌توانست به یک موضوع تنش‌زا اشاره داشته باشد، بیان می‌کرد. برای مثال، عیسی‌مسیح در پاسخ به زنی که غیریهودی بود و از عیسی‌مسیح طلب شفای دخترش از بیماری را کرده بود، فرمود: "خوب نیست که نان را از فرزندان گرفته جلوی توله سگان انداخت"[۱۵۱] خواننده اغلب با مشاهدۀ این طرز گفتار عیسی‌مسیح به کلّی شوکه می‌شود. امّا عیسی‌مسیح و نگارندۀ انجیل متوجه بودند که این بیان عیسی‌مسیح به این موضوع اشاره دارد، که برخی یهودیان در دوران عیسی‌مسیح، افراد غیریهودی را "سگ" خطاب می‌کردند[۱۵۲]. این موضوع را می‌توان در برخی متون در عصر حاضر نیز یافت که همسفره شدن با غیریهودیان ختنه نشده را به همسفره شدن با سگان تشبیه می‌کند[۶۰]. عیسی‌مسیح درواقع با این سؤال، طرز فکر غیرنژادپرستانۀ آن زن غیریهودی را برای شاگردانش و همچنین برای خوانندۀ انجیل آشکار می‌کند، مبنی بر اینکه هرچند که برخی یهودیان، غیریهودیان را با عناوین نژادپرستانه خطاب می‌کردند، امّا آن زن این رفتارِ ناشایست آنان را با یک رفتار نژادپرستانۀ متقابل پاسخ نداد (بدی را با بدی پاسخ نداد) و این یکی از آموزه‌های انجیل است که بدی را تا حد ممکن نباید با بدی پاسخ داد[۱۵۳]. به همین ترتیب، وقتی عیسی‌مسیح به شخص سؤال کننده فرمود "از چه روی مرا نیکو می‌خوانی؟"، در حقیقت از شخص سؤال‌کننده، شاگردانش و همچنین خوانندۀ انجیل می‌خواهد تا متوجه باشند که اولاً هیچ نیکویی جز خدا نیست. ثانیاً، عیسی‌مسیح هرگز نگفت که مسیح نیکو نیست. به این ترتیب، در واقع بسیاری از الهی‌دانان مسیحی بر این باورند که نگارندۀ انجیل، دقیقاً برعکس مطلب گفته شده در بخش "دیدگاه منتقدان مسیحیت"، در واقع اتفاقاً ذات الهی عیسی‌مسیح را به خواننده می‌رساند.[۱۵۴][۱۵۵]
2. پولس به هیچ وجه هیچگاه تعلیم نداد که ایمان‌داران مسیحی آزادند هر عملی را انجام دهند، بلکه اشخاصی که اعمال گناه‌آلود مرتکب می‌شوند، وارث ملکوت خدا نخواهند شد[۱۲][۱۳][۱۴]. لازم به ذکر است که عیسی‌مسیح همان‌طور که در انجیل‌ متی و انجیل لوقا بر برقرار بودنِ همیشگیِ تورات تأکید نموده[۱۲۷][۱۵۶]، امّا در همین انجیل، احکام تورات را در مواردی تکمیل/تغییر/منسوخ کرد، از جمله در خصوص طلاق[۱۵۷][۱۵۸]. همچنین بر طبق تورات، قربانی‌های مختلف باید سالانه در معبد اورشلیم انجام پذیرد، در حالی که معبد اورشلیم امروزه تخریب شده است و امکان به جا آوردن این احکام وجود ندارد؛ در نتیجه طبیعتاً احکام تورات در این مورد نیز قابل اجرا نیستند[۱۵۹]. اما طبق آموزۀ خود عیسی‌مسیح و رسولان او، مصلوب شدن عیسی‌مسیح یگانه قربانی‌ای بود که به وقوع پیوست و مسیحیان دیگر نباید احکام قربانی را به جای آورند[۱۶۰][۱۶۱]. پس از دید مسیحیان، اینکه خداوند احکامی را توسط رسولان خود، ازجمله پولس تکمیل/تغییر/منسوخ نماید اشکالی ایجاد نمی‌کند. پولس هیچگاه تورات/شریعت را لعنت نخوانده، بلکه کاملاً برعکس، تورات و احکام آن را مقدس، درست و نیک می‌خواند[۱۶۲]. پولس خود قانون تورات را لعنت نمی‌خواند، بلکه تأکید می‌کند که کسانی که می‌خواهند با به جا آوردن اعمال شریعت خود رستگار شوند، تحت لعنت شریعن نیز هستند، چرا که هیچ کس نمی‌تواند تمام احکام شریعت تورات را به درستی به جای آورد[۱۶۳] (برای مثال، سالیان سال است که یهودیان نتوانسته‌اند در اورشلیم قربانی‌های نام برده در تورات[۱۶۴] را به جای آورند)
3. ادعای مطرح شده مبنی بر اینکه پولس تعلیم می‌داد که اعمال هیچ تأثیری در نجات و رستگاری ندارند، کاملاً اشتباه است. همان طور که پیش‌تر گفته شد، پولس می‌آموزد اشخاصی که اعمال گناه‌آلود مرتکب می‌شوند، وارث ملکوت خدا نخواهند شد[۱۲][۱۳][۱۴]. پولس تعلیم می‌داد، به جا آوردن احکام شرعی بدون ایمان قلبی و عقلی به خدا هیچ است و پشیزی ارزش ندارد، اما این به این معنی نیست که انسان آزاد است هر گناهی مرتکب شود. برای توضیح بیشتر در خصوص نقش اعمال در رستگاری از دیدگاه پولس به این صفحه مراجعه نمایید.

مسیحیان کاتولیک‌، مسیحیان ارتدکس شرقی و مسیحیان پروتستان‌ محافظه کار معتقدند که نوشته‌های پولس تفسیر قانونی انجیل بود. این ادّعا که پولس مسیحیت را ابداع کرد، مورد بحث نویسندگان مسیحی زیادی است.
استفاده از عبارات «مسیحیت پولسی»، «پاولیسم»، یا «پاولانیتی» به عنوان یک اصطلاح تحقیرآمیز یا توهین‌آمیز، تا حدی به این ادعا متکی است که طرفداران پولس، به عنوان یک گروه مشخص، تأثیر نامناسبی در شکل‌گیری قانونی کتاب مقدس داشتند، و همچنین تأثیر بر اسقف‌های خاص به ویژه اسقف رم دارد. که بر مباحثی که از طریق فرمولهای دگماتیکی معروف به اعتقادنامه نیقیه ایجاد می‌شود، تأثیر می‌گذارد، که از این طریق تفسیر پولسی از انجیل حمایت می‌کند.
عموماً اصطلاح "مسیحیت پولسی" و طرح اتهام علیه پولس توسط افرادی مطرح می‌شود که اساساً اعتقادی به مسیحیت ندارند و با آن به کلی مخالفند و نه فقط آموزه‌های پولس را قبول ندارند، بلکه آموزه‌های انجیل و سایر رسولان مسیح (رساله‌های پطرس رسول، رسالۀ یعقوب رسول) را نیز قبول ندارند. طرح اتهام علیه پولس صرفاً بهانه و نقطۀ شروع برای حمله به کلّیّت مسیحیت می‌باشد.
نویسندگان مقاله Pauline Christianity از ویکی‌پدیای انگلیسی
1. ↑  Lietzmann, Hans History of the Early Church Vol. 1 p. 206.
2. ↑  James Leslie Houlden, Jesus in History, Thought, and Culture: An Encyclopedia, Volume 1, ABC–CLIO, 2003, p. 595.
3. ↑  Ziesler John, Pauline Christianity (OUP 2001) Zielsler comments "Pauline Christianity is the earliest for which we have direct documentary evidence.
4. ↑  Mount, Christopher, Pauline Christianity – Luke, Acts and the Legacy of Paul, Brill, 2002.
5. ↑  رومیان، 13:1 ـ5.
6. 1 2  عهدجدید، انجیل مرقس، باب 12، آیهٔ 13 تا 17.
7. ↑  «Interpretation of John 18:36».
8. ↑  عهدجدید، انجیل یوحنا، باب 18، آیهٔ 36.
9. ↑  Cross & Livingstone 2005, Atonement.
10. ↑  زیرا که محض فیض نجات یافتهاید، بوسیله ایمان و این از شما نیست بلکه بخشش خداست، و نه از اعمال تا هیچ‌کس فخر نکند. افسیان 8:2-9
11. ↑  لیکن چون زمان به کمال رسید، خدا پسر خود را فرستاد که از زن زاییده شد و زیر شریعت متولد، تا آنانی را که زیر شریعت باشند فدیه کند تا آنکه پسرخواندگی را بیابیم. اما چونکه پسر هستید، خدا روح پسر خود را در دلهای شما فرستاد که ندا می‌کند «یا ابا» یعنی «ای پدر.» لهذا دیگر غلام نیستی بلکه پسر، و چون پسر هستی، وارث خدا نیز بوسیله مسیح. غلاطیان 4:4-7
12. 1 2 3 4 5  عهدجدید، رسالهٔ غلاطیان، باب 5، آیهٔ 19 تا 21.
13. 1 2 3 4 5  عهدجدید، رسالهٔ اول قرنتیان، باب 6، آیهٔ 9 تا 11.
14. 1 2 3 4 5  عهدجدید، رسالهٔ افسسیان، باب 4، آیهٔ 25 تا 32.
15. ↑  عهدجدید، انجیل مرقس، باب 5، آیهٔ 34.
16. ↑  عهدجدید، انجیل لوقا، باب 18، آیهٔ 42.
17. ↑  عهدجدید، انجیل یوحنا، باب 1، آیهٔ 12 و 13.
18. ↑  عهدجدید، انجیل لوقا، باب 4، آیهٔ 34.
19. ↑  عهدجدید، انجیل یوحنا، باب 3، آیهٔ 16.
20. ↑  عهدجدید، انجیل یوحنا، باب 1، آیهٔ 1 و 2.
21. ↑  عهدجدید، انجیل یوحنا، باب 2، آیهٔ 19 تا 21.
22. ↑  عهدجدید، انجیل متی، باب 26، آیهٔ 26 تا 28.
23. ↑  عهدجدید، انجیل مرقس، باب 10، آیهٔ 45.
24. ↑  عهدجدید، انجیل لوقا، باب 22، آیهٔ 19 تا 20.
25. ↑  عهدجدید، انجیل یوحنا، باب 1، آیهٔ 29.
26. ↑  عهدجدید، رسالهٔ اول پطرس، باب 1، آیهٔ 18 تا 19.
27. ↑  عهدجدید، رسالهٔ اول پطرس، باب 2، آیهٔ 24.
28. ↑  عهدجدید، رسالهٔ اول پطرس، باب 3، آیهٔ 18.
29. ↑  20ازآنجا که به اعمال شریعت هیچ بشری در حضور او عادل شمرده نخواهد شد، چونکه از شریعت دانستن گناه است رومیان 20:3
30. ↑  7پس چه گوییم؟ آیا شریعت گناه است؟ حاشا! بلکه گناه را جز به شریعت ندانستیم؛ زیرا که شهوت را نمی‌دانستم، اگر شریعت نمی‌گفت که طمع مورز. 8لکن گناه از حکم فرصت جسته، هر قسم طمع را در من پدیدآورد، زیرا بدون شریعت گناه مرده‌است. 9و من از قبل بدون شریعت زنده می‌بودم؛ لکن چون حکم آمد، گناه زنده گشت و من مردم. 10و آن حکمی که برای حیات بود، همان مرا باعث موت گردید. 11زیراگناه از حکم فرصت یافته، مرا فریب داد و به آن مرا کشت. 12خلاصه شریعت مقدس است و حکم مقدس و عادل و نیکو رومیها 7:7-12
31. ↑  هیچ ممکن نیست که یهود باشد یا یونانی و نه غلام و نه آزاد و نه مرد و نه زن، زیرا که همه شما در مسیح عیسی یک می‌باشید. علاصیان 3 :28
32. ↑  Hurtado 2005, p. 79-80.
33. ↑  Rowland 1985, p. 196.
34. ↑  Stendahl 1963.
35. ↑  Dunn 1982, p. n.49.
36. ↑  Finlan 2004, p. 2.
37. ↑  Stephen Westerholm (2015), The New Perspective on Paul in Review, Direction, Spring 2015 · Vol. 44 No. 1 · pp. 4–15
38. ↑  McGrath 2006, p. 174.
39. ↑  Bokenkotter 2004, p. 19.
40. 1 2  "The Ideal Prepuce in Ancient Greece and Rome: Male Genital Aesthetics and Their Relation to Lipodermos, Circumcision, Foreskin Restoration, and the Kynodesme"(PDF)doi10.1353/bhm.2001.0119PMID11568485. Retrieved 2007-07-24.
41. ↑  "CIRCUMCISION - JewishEncyclopedia.com". jewishencyclopedia.com.
42. ↑  McGrath 2006, p. 174-175.
43. ↑  Mack 1997, p. 91–92.
44. ↑  Mack 1997, p. 88–89, 92.
45. ↑  Dunn 1991.
46. ↑  William James Cook Junior (August 2013). "?The Ebionites: Eccentricor Essential Early Christians". Journal of Arts and Humanities (JAH), (به انگلیسی). p. 20.{{cite web}}:  نگهداری CS1: نقطه‌گذاری اضافه (link)
47. ↑  عهدقدیم، تورات، بخش خروج، باب 15، آیهٔ 20 , 21.
48. ↑  عهدقدیم، کتاب داوران، باب 4، آیهٔ 4.
49. ↑  عهدقدیم، کتاب دوم تواریخ، باب34، آیهٔ 22.
50. ↑  عهدقدیم، کتاب دوم پادشاهان، باب22، آیهٔ 14.
51. ↑  عهدقدیم، کتاب نحمیا، باب 6، آیهٔ 14.
52. ↑  عهدقدیم، کتاب اشعیا، باب 8، آیهٔ 2.
53. ↑  عهدجدید، انجیل لوقا، باب 2، آیهٔ 38.
54. ↑  عهدجدید، کتاب اعمال رسولان، باب 21، آیهٔ 9.
55. ↑  عهدجدید، انجیل متی، باب 5، آیهٔ 17 و 18.
56. ↑  غلاطیان، 2: 11-15.
57. ↑  انجیل برنابا 1:6.
58. ↑  عهدجدید، اعمال رسولان، باب 15، آیهٔ 5.
59. ↑  عهدجدید، کتاب اعمال رسولان، باب 15، آیهٔ 1.
60. 1 2 3  Tosapoth, Jebamoth 94b.
61. ↑  Dunn, James (2001). "32".  In James A. Sanders (ed.). Has the Canon a Contnuing Function (به انگلیسی). In Lee Martin McDonald. p. 577.
62. 1 2  عهد جدید، کتاب اعمال رسولان، باب 15، آیهٔ 13 تا 20.
63. 1 2 3  عهدجدید، اعمال رسولان، باب 15، آیهٔ 24.
64. ↑  «عهدقدیم، تورات، بخش لاویان، باب 12، آیهٔ 3».
65. ↑  عهدجدید، رسالهٔ غلاطیان، باب 5، آیهٔ 6.
66. ↑  عهدجدید، رسالهٔ افسسیان، باب 5، آیهٔ 5.
67. ↑  عهدجدبد، رساله به غلاطیان، باب 2، آیهٔ 1.
68. ↑  عهدجدید، رسالهٔ رومیان، باب 15، آیهٔ 25.
69. ↑  «Galatians 2:13».
70. ↑  عهدجدید، رسالهٔ غلاطیان، باب 2، آیهٔ 12.
71. ↑  عهدجدید، اعمال رسولان، باب 11، آیهٔ 1 تا 4.
72. ↑  رومیان 13: 1.
73. ↑  غلاطیان 2: 1.
74. ↑  2قرنتیان، 10: 1;10: 6.
75. ↑  «Talmud Chullin 113b».
76. ↑  عهدجدید، انجیل متی، باب 15، آیهٔ 1 تا 20.
77. ↑  عهدجدید، انجیل مرقس، باب 7، آیهٔ 1 تا 23.
78. 1 2  عهدجدید، انجیل لوقا، باب 7، آیهٔ 1 تا 10.
79. 1 2  عهدجدید، انجیل مرقس، باب 5، آیهٔ 1 تا 20.
80. ↑  عهدجدید، انجیل متی، باب 9، آیهٔ 13.
81. ↑  عهدجدید، انجیل متی، باب 19، آیهٔ 1 تا 9.
82. ↑  عهدجدید، انجیل متی، باب 12، آیهٔ 7.
83. 1 2  عهدجدید، انجیل متی، باب 5، آیهٔ 27 تا 30.
84. ↑  عهدجدید، انجیل متی، باب 28، آیهٔ 19و 20.
85. 1 2  عهد جدید، کتاب اعمال رسولان، باب 15، آیهٔ 5.
86. ↑  Cook Junior، William James (August 2013). The Ebionites: Eccentricor Essential Early Christians? (به انگلیسی). Journal of Arts and Humanities (JAH).
87. ↑  «Ebionite».
88. ↑  عهدجدید، انجیل متی، باب 5، آیۀ 17 - 18.
89. ↑  عهد جدید، کتاب اعمال رسولان، باب 22، آیهٔ 25-29.
90. ↑  L Cilliers؛ F P Retief (دسامبر ۲۰۰۳). The history and pathology of crucifixion.
91. ↑  عهدجدید، اعمال رسولان، باب 13، آیۀ 1 تا 7.
92. ↑  عهدجدید، اعمال رسولان، باب 14، آیۀ 20 تا 28.
93. ↑  عهدجدید، رسالۀ غلاطیان، باب 2، آیۀ 11.
94. ↑  عهدجدید، رسالۀ اول پطرس، باب 1، آیۀ 1.
95. ↑  عهدجدید، انجیل متی، باب 10، آیۀ 14 و 15.
96. ↑  عهدجدید، انجیل مرقس، باب 6، آیۀ 11.
97. ↑  عهدجدید، اعمال رسولان، باب 13، آیۀ 51.
98. ↑  عهدجدید، اعمال رسولان، باب 14، آیۀ 19 - 20.
99. ↑  Dunn 2001, p. 577, Ch 32.
100. ↑  Sanders 2019.
101. ↑  Rhoads 1996, p. 39.
102. ↑  از جمله رادیکال ترین‌ها جی.ال. ولز، استاد آلمانی است که دیدگاه او این است که عیسی شخصیتی اسطوره ای است و بخش عمده ای از مسیحیت توسط پولس ابداع شده‌است.
103. ↑  Maccoby 1998, p. 14.
104. ↑  James Tabor The Jesus Dynasty (Simon & Schuster 2006).
105. ↑  Wilson 2011, chapters 9, 10, 12.
106. ↑  Tolstoy, Leo (1882). Church and State. This deviation begins from the times of the Apostles and especially from that hankerer after mastership Paul.
107. ↑  Hennacy, Ammon (1970). The Book of Ammon. Hennacy. p. 475. Paul and the Churches.
108. ↑  "Articles - People Who Have Understood Paul is Anti-Christ's Teachings - Oneness - True Faith". www.wizanda.com. Retrieved May 30, 2020.
109. ↑  Eisenman 1997.
110. ↑  Ehrmann, Bart: Lost Christianities (OUP) p 175.
111. ↑  Paulus, der Apostel Jesu Christi (Eng trans. 1873–5).
112. ↑  Rowland 1985, p. 194.
113. ↑  Hurtado 2005, p. 160.
114. ↑  "Guzik".
115. ↑  Augustine, of Hippo, Saint, 354–430, author. (2019). Confessions. ISBN 978-1-62466-782-4. OCLC 1057245526. {{cite book}}: |last= has generic name (help)نگهداری یادکرد:نام‌های متعدد:فهرست نویسندگان (link)
116. ↑  HERRMANN, ERIK H. (2016), "Preface to the Wittenberg Edition of Luther's German Writings, 1539", The Annotated Luther, Volume 4, Augsburg Fortress, pp. 475–488, doi:10.2307/j.ctt19qgg0d.20, ISBN 978-1-4514-6510-5
117. ↑  Parker, Thomas Henry Louis. (1993). Calvin's New Testament commentaries. T. and T. Clark. ISBN 0-567-29241-X. OCLC 716774834.
118. 1 2  David Wenham, "Paul: Follower of Jesus or Founder of Christianity?".
119. 1 2  L. Michael White, "From Jesus to Christianity".
120. 1 2  F. F. Bruce, "Paul & Jesus".
121. 1 2  Machen, J. Gresham. "The Origin of Paul's Religion".
122. ↑  لوقا18 :19.
123. ↑  مرقس 10 :18.
124. ↑  لوقا ۱۸: ۱۹.
125. ↑  آیاتی که طرفداران پولس در این زمینه به آنها استدلال می‌کنند، هیچ‌کدام صراحتی در مدعای آنان ندارند. یک دسته از این آیات، آیاتی هستند که در آنها عیسی پسر خدا خوانده شده‌است (مانند متی 3: 17). برای معلوم شدن بطلان این استدلال نگاه کنید به آیاتی که افراد دیگری نیز پسر خدا خوانده شده‌اند (مانند تثنیه 14: 1؛ اول‌یوحنا 5: 1).
126. ↑  (تیطُس 2: 13؛ فیلپیان 2: 6-7)
127. 1 2  عهدجدید، انجیل متی، باب 5، آیۀ 17-20.
128. ↑  متی 19: 18.
129. ↑  غلاطیان 3: 13.
130. ↑  غلاطیان 3: 10.
131. ↑  متی 19: 16-20؛ مرقس 10: 17-19.
132. ↑  رومیان، 3: 28.
133. ↑  غلاطیان، 2: 16.
134. ↑  غلاطیان فصل 3.
135. 1 2  عهدجدید، انجیل یوحنا، باب 1، آیۀ 1.
136. ↑  عهدجدید، انجیل یوحنا، باب 1، آیۀ 14.
137. ↑  عهدجدید، انجیل یوحنا، باب1، آیۀ 12.
138. ↑  عهدجدید، انجیل یوحنا، باب1، آیۀ 14 و 18.
139. ↑  «The Logos». Catholic Encyclopedia.
140. ↑  عهدجدید، انجیل یوحنا، باب17، آیۀ 3.
141. ↑  عهدجدید، رسالۀ اول قرنتیان، باب 8، آیۀ 4.
142. ↑  عهدجدید، انجیل مرقس، باب 12، آیۀ 29.
143. ↑  عهدقدیم، مزامیر، باب 33، آیۀ 9.
144. ↑  عهدقدیم، یشوع بن سیرا، باب 42، آیۀ 15.
145. ↑  عهدقدیم، تورات، بخش پیدایش، باب 1، آیۀ 3.
146. ↑  عهدجدید، رسالۀ کولسیان، باب 1، آیۀ 16.
147. ↑  عهدجدید، رسالۀ کولسیان، باب 1، آیۀ 15.
148. ↑  عهدجدید، انجیل یوحنا، باب4، آیۀ 24.
149. ↑  عهدجدید، انجیل مرقس، باب10، آیۀ 18.
150. ↑  عهدجدید، انجیل لوقا، باب 18، آیۀ 19.
151. ↑  عهدجدید، انجیل متی، باب 15، آیۀ 26.
152. ↑  «did Jesus call the Canaanite woman a dog?».
153. ↑  عهدجدید، انجیل متی، باب 6، آیۀ 43 تا 48.
154. ↑  «In Mark 10:18 is Jesus implying that he is not God?».
155. ↑  «Mark 10:18 - Commentary».
156. ↑  عهدجدید، انجیل لوقا، باب 16، آیۀ 17.
157. ↑  عهدجدید، انجیل متی، باب 19، آیۀ 9.
158. ↑  عهدجدید، انجیل لوقا، باب 16، آیۀ 18.
159. ↑  «Did Christ Abolish the Law of Moses?».
160. ↑  عهدجدید، انجیل متی، باب 12، آیۀ 7.
161. ↑  عهدجدید، رسالۀ عبرانیان، باب 10، آیۀ 10.
162. ↑  عهدجدید، رسالۀ رومیان، باب 7، آیۀ 12.
163. ↑  عهدجدید، رسالۀ غلاطیان، باب 3، آیۀ 10: "زیرا همه کسانی که بر اعمال شریعت تکیه می‌کنند، تحت لعنت هستند، چنانکه مکتوب است: «لعنت بر هرکسی که به تمامیِ آنچه در کتاب شریعت نوشته شده، عمل نمی‌کند»".
164. ↑  عهدقدیم، تورات، بخش لاویان، باب‌های 1 تا 7.